# Sklaverei bei den Indianern Nordamerikas

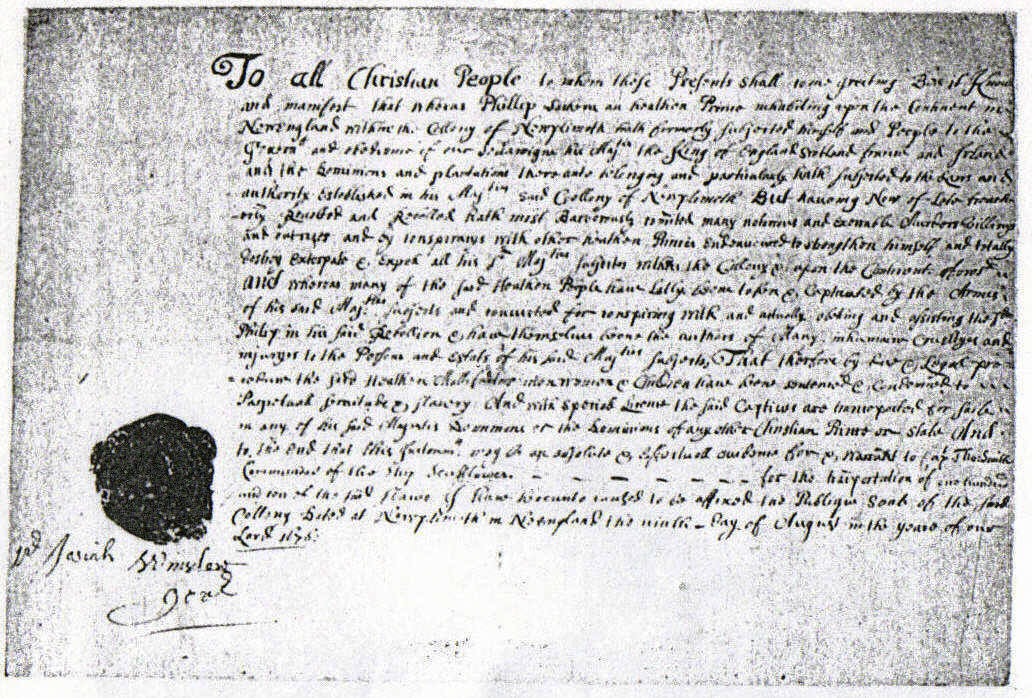
Berechtigungsurkunde zur Versklavung gefangener Indianer, unterzeichnet von Edward Winslow, dem Führer der Pilgerväter und Gouverneur der Plymouth Colony

Unter dem Stichwort Sklaverei bei den Indianern Nordamerikas müssen drei historische Sachverhalte beschrieben werden: Erstens die traditionelle indianische Sklavenhaltung, d. h. die Versklavung von Indianern durch Indianer; zweitens die Versklavung von Indianern durch Weiße; drittens schließlich die Versklavung von Afroamerikanern durch Indianer.

## Sklaverei unter den Indianern
Sklaverei war bei den Indianern keineswegs durchgängig üblich, wurde aber bei einigen Völkern in größerem Umfang eingesetzt. Die Haida und Tlingit der südöstlichen Küste von Alaska waren als Krieger und Sklavenhalter bekannt, deren Raub- und Feldzüge sie bis nach Kalifornien führten. Kriegsgefangene wurden versklavt. Der Sklavenstatus war erblich. Bei manchen Stämmen des Pazifischen Nordwestens bestand etwa ein Viertel der Population aus Sklaven. Auch in Kanada versklavten manche der First Nations Kriegsgefangene. Sklaven hielten etwa die Comanche in Texas, die Creek in Georgia, die Pawnee in Nebraska, die Klamath, Tupinambás und das nordkalifornische Fischervolk der Yurok. Viele der Sklaverei betreibenden Indianer hofften durch den Sklavenhandel mit den Kolonisten auf bessere Beziehungen zu den britischen Siedlern, um ihre eigene Versklavung zu verhindern.

## Versklavung von Indianern durch Weiße
Bereits kurz nach der Entdeckung Amerikas 1492 kam es zur Versklavung der Ureinwohner Amerikas durch die Kolonisten. Einer der ersten Orte intensiver Versklavung (unter anderem der Arawaken) und Sklavenarbeit waren die Goldminen auf Hispaniola. Auch im 17. Jahrhundert versklavten europäische Kolonisten Indianer. Viele dieser Sklaven wurden vom Festland auf die Inselkolonien, besonders zu den „Zuckerrohrinseln“ in der Karibik, verschleppt. Der Historiker Alan Galley schätzt, dass britische Sklavenhändler im Zeitraum von 1670 bis 1715 zwischen 24.000 und 51.000 Indianer aus dem Süden des heutigen Staatsgebietes der Vereinigten Staaten verkauft haben.
Im kolonialen Kalifornien wurde der Handel mit indianischen Sklaven durch die Missionen der Franziskaner organisiert, die Indianer theoretisch nur zehn Jahre lang für sich arbeiten lassen durften, sie tatsächlich jedoch auf Dauer unfrei hielten; erst Mitte der 1830er Jahre wurden sie entlassen. Als Kalifornien im Anschluss an den Mexikanisch-Amerikanischen Krieg amerikanisch wurde, fielen die Indianer dieser Region von 1850 bis 1867 erneut in Sklaverei.
Um indianische Sklaven halten zu dürfen, mussten Weiße in den USA eine Kaution hinterlegen. Rekrutiert wurden indianische Sklaven durch Überfälle und als (befristete) Bestrafung für Nichtsesshaftigkeit (engl. vagrancy).

## Versklavung von Afroamerikanern durch Indianer
Nach ihrer versuchten Anpassung an die Gesellschaft der europäischen Einwanderer (siehe Fünf Zivilisierte Stämme) begannen die Cherokee und einige andere Indianerstämme im frühen 19. Jahrhundert, schwarze Sklaven zu kaufen. Diese Praxis behielten sie auch bei, nachdem sie in den 1830er Jahren ins Indianer-Territorium auf dem Gebiet des heutigen Oklahoma deportiert wurden. Die Haltung schwarzer Sklaven bei den Cherokee geschah nach dem Vorbild der Sklavenhaltung der Weißen. Eheschließungen zwischen Cherokee und Schwarzen waren verboten. Cherokee, die Sklaven unterstützten, wurden mit Auspeitschung bestraft. Schwarze durften innerhalb der Cherokeegesellschaft weder Ämter bekleiden noch Waffen tragen noch Eigentum besitzen. Illegal war es auch, Schwarze das Lesen und Schreiben zu lehren. Nach Ende des amerikanischen Sezessionskriegs verpflichtete sich der Stamm, seine 1863 freigelassenen Sklaven (freedmen) als vollwertige Stammesmitglieder aufzunehmen, das Wahlrecht wurde jedoch nie umgesetzt. Im 20. und 21. Jahrhundert wurde dieser Status mehrfach durch Vertreter der Cherokee Nation angefochten. Seit den 1980er Jahren sind Prozesse um die Staatsangehörigkeit der freedmen anhängig. Bis heute (Stand Mitte 2010) sind die Prozesse nicht abgeschlossen, aufgrund einer einstweiligen Verfügung wurden bereits ausgesprochene Ausschlüsse ausgesetzt, bis die Gerichte endgültig entscheiden. Im August 2011 entschied der Cherokee Nation Supreme Court, das oberste Gericht der unabhängigen Cherokee Nation in den USA, dass die Verfassungsänderung, die den Nachfahren ehemaliger Sklaven das Wahlrecht weiterhin vorenthält, rechtmäßig sei. Das Wahlrecht kann nur erlangen, wer mindestens einen Cherokee unter seinen Vorfahren vorweisen kann, was den Großteil der Nachfahren ehemaliger Sklaven ausschließt. Im Kongress der Vereinigten Staaten wurden im 21. Jahrhundert Initiativen gestartet, die weitere Unterstützung der Cherokee-Nation aus Bundesmitteln von der Anerkennung der freedmen als vollwertige Angehörige des Volkes abhängig zu machen.
Andere indianische Völker, wie die Seminolen, gewährten entflohenen afroamerikanischen Sklaven Zuflucht und nahmen sie als Schwarze Seminolen in ihren Stammesverbund auf.